# Osaka Koi no Uta
 (mai 2025).
Si vous disposez d'ouvrages ou d'articles de référence ou si vous connaissez des sites web de qualité traitant du thème abordé ici, merci de compléter l'article en donnant les références utiles à sa vérifiabilité et en les liant à la section « Notes et références ».
Singles de Morning Musume
The Manpower!
(2005) Iroppoi Jirettai
(2005)
Ōsaka Koi no Uta (大阪恋の歌, litt. Chanson d'amour d'Osaka) est le 26e single du groupe de J-pop Morning Musume.

## Présentation
Le single sort le 27 avril 2005 au Japon sur le label zetima. Il est écrit, composé et produit par Tsunku. Il atteint la 2e place du classement des ventes de l'Oricon, et reste classé pendant cinq semaines, pour un total de 57 338 exemplaires vendus durant cette période. Il sort également dans une édition limitée avec une pochette différente et cinq cartes photo en supplément, ainsi qu'au format "single V" (DVD contenant le clip vidéo).
La chanson-titre est chantée en dialecte Kansai-ben, et figurera sur le septième album du groupe, Rainbow 7 de 2006. Elle sera reprise par Tsunku lui-même sur son album solo Type 2 de 2005. La chanson en "face B" servira de thème à une émission télévisée à vocation écologique de la chaine Asahi Broadcasting Corporation.
C'est le premier single du groupe sans Kaori Iida, et donc sans aucun des membres fondateurs. C'est aussi son dernier single avec Mari Yaguchi, qui démissionne du groupe juste avant sa sortie, et son dernier avec Rika Ishikawa, qui le quitte le mois suivant pour se consacrer à son trio V-u-den.
Mari Yaguchi démissionne du groupe deux semaines avant la sortie du single, à la suite de la révélation par la presse d'une liaison sentimentale, jugée incompatible avec une carrière d'idol dévouée à ses seuls fans. Elle ne participe donc pas à la campagne de promotion télévisée qui suit, bien que présente sur le disque et le clip vidéo de la chanson-titre. Pour expliquer ce fait, une vidéo d'excuses de sa part est présentée en introduction de la plupart des apparitions du groupe à la télévision pour la promotion.

## Formation
Membres du groupe créditées sur le single :
- 2e génération : Mari Yaguchi (dernier single)
- 4e génération : Rika Ishikawa (dernier single), Hitomi Yoshizawa
- 5e génération : Ai Takahashi, Asami Konno, Makoto Ogawa, Risa Niigaki
- 6e génération : Miki Fujimoto, Eri Kamei, Sayumi Michishige, Reina Tanaka

## Titres
Single CD
1. Osaka Koi no Uta (大阪恋の歌?)
2. Nature is Good (NATURE IS GOOD!?)
3. Osaka Koi no Uta (Instrumental) (大阪恋の歌...?)

Single V (DVD)
1. Osaka Koi no Uta (大阪恋の歌?)
2. Osaka Koi no Uta (Dance Shot Ver.) (大阪恋の歌...?)
3. Making Eizo (メイキング映像?)